# 秃鹿傀
秃鹿傀（?—?），柔然人。第四任可汗大檀的儿子，第五任可汗吴提的异母哥哥。
434年，魏太武帝拓跋焘把西海公主嫁给了柔然敕连可汗吴提。同时，又娶吴提的妹妹为夫人，派颍川王拓跋提去送亲迎亲。二月初四，敕连可汗吴提派秃鹿傀，护送妹妹南下，并向北魏献马二千匹。拓跋焘封他的妹妹为左昭仪。